# Nematologia
La nematologia è un ramo della zoologia dedicato allo studio dei nematodi o vermi cilindrici. Questa disciplina è una sottobranca dell’elmintologia, in cui la ricerca viene condotta sui vermi in generale. 

## Ambiti di studio
La nematologia generale studia in senso lato gli aspetti scientifici dei nematodi, come la morfologia, l’anatomia, la fisiologia, l’etologia, ecc. 
La nematologia applicata studia i nematodi nell’ambito di aspetti operativi o applicativi specifici. In quest’ambito assumono particolare rilievo:
- la nematologia agraria, che si occupa delle interazioni dei nematodi con le piante agrarie;
- la nematologia forestale, che si occupa delle relazioni dei nematodi con le piante forestali.

## Storia
La conoscenza dei nematodi parassiti dell’uomo e degli animali è molto antica. Diversi nematodi parassiti furono osservati e descritti da Ippocrate, Aristotele, Celso e Galeno.
Nel 1653 Giovanni Alfonso Borelli, con il microscopio, osservò per primo un nematode non parassita, la Turbatrix aceti (anguillula dell’aceto), che vive libero nell'aceto nutrendosi dei microrganismi che formano la madre dell'aceto. Nel 1684 Francesco Redi pubblicò l’opera Osservazioni intorno agli animali viventi che si trovano negli animali viventi, che conteneva le descrizioni di numerosi nematodi parassiti. In seguito, nematodi liberi e parassiti furono osservati e studiati da Robert Hooke, Antoni van Leeuwenhoek e Lazzaro Spallanzani.
Nel 1743, John Turberville Needham scoprì per primo un nematode parassita delle piante, l'Anguina tritici, che trovò in semi di frumento. I nematodi parassiti delle piante cominciarono a ricevere maggiori attenzioni in seguito alle osservazioni di Miles Joseph Berkeley, che nel 1855 scoprì galle prodotte da nematodi sulle radici di cetriolo. Nel 1859, Hermann Schacht scoprì un nematode parassita della barbabietola da zucchero e nel 1865 Henry Charlton Bastian pubblicò una monografia sui nematodi del genere Anguillulidae. 
Dopo il 1870, i botanici cominciarono ad interessarsi sempre di più ai nematodi parassiti delle piante. Nel 1871 Julius Kühn ebbe per primo l’idea di usare la fumigazione del terreno per combattere i nematodi parassiti delle piante. Tra il 1875 e il 1878 altri nematodi parassiti delle piante furono descritti da Gaetano Licopoli e Maxime Cornu. 
Le ricerche sulla nematologia avanzarono notevolmente con l’inizio del XX secolo. Fra i maggiori studiosi della prima metà del Novecento vi furono Nathan Cobb e Tom Goodey. Cobb, considerato il padre della nematologia statunitense, contribuì alla fondazione della tassonomia dei nematodi, descrivendo più di 1000 specie di nematodi. Goodey, considerato il padre della nematologia britannica, fu autore di importanti pubblicazioni, contenenti anche proposte di nuovi generi e nuove specie e descrizioni più dettagliate di specie conosciute. Nel 1923 Hans Wilhelm Wollenweber individuò le differenze morfologiche tra il nematode della barbabietola e quello della patata, creando così una nuova specie che chiamò Heterodera rostochiensis, comunemente conosciuta come “nematode dorato della patata”.
Un evento importante per la nematologia agraria si verificò nel 1941 negli Stati Uniti d'America con la scoperta del nematode dorato della patata in un campo di Hicksville, dove gli effetti devastanti del parassita, non ancora identificato, erano stati osservati da diversi anni; si scoprì in seguito che il parassita era stato importato dall’Europa.
A partire dagli anni cinquanta, la nematologia agraria riceve un nuovo impulso, con la creazione di istituti di ricerca dedicati a questa disciplina e la messa a punto di metodi di lotta contro i nematodi basati sullo sviluppo di nematocidi e sulla ricerca di nuove varietà di piante resistenti ai nematodi.